# Зрідження
У матеріалознавстві зрі́дження — це процес, який генерує рідину з твердої речовини або газу або генерує нерідку фазу, яка поводиться відповідно до динаміки рідини. Виникає як природним, так і штучним шляхом. Як приклад останнього, «основним комерційним застосуванням зрідження є зрідження повітря для відділення таких компонентів, як кисень, азот і благородні гази». Іншим є перетворення твердого вугілля в рідку форму, яка використовується як замінник рідкого палива.

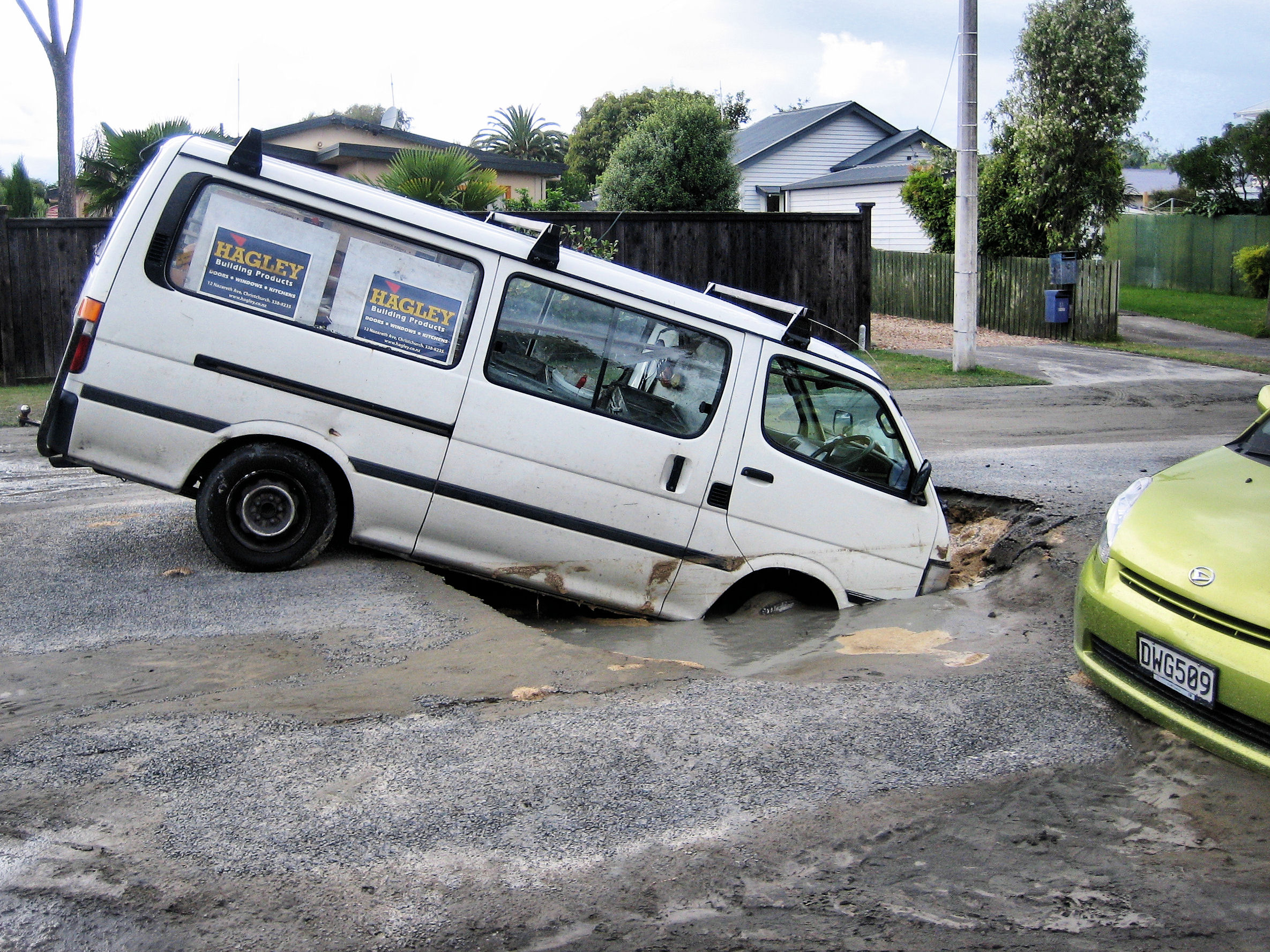
Наслідки зрідження ґрунту після Кентерберійського землетрусу 2011 року

У геології зрідження ґрунту означає процес, за допомогою якого насичені водою неконсолідовані відкладення перетворюються на речовину, яка діє як рідина, часто під час землетрусу. У жовтні 2018 року в місті Палу, Індонезія, розрідження ґрунту звинуватили в обваленні будівель.
Пов’язане явище – розрідження сипучих матеріалів на вантажних суднах може спричинити небезпечне зміщення вантажу.

## Фізика і хімія
У фізиці та хімії фазові переходи з твердого та газоподібного стану в рідке (плавлення та конденсація відповідно) можна назвати зрідженням. Точка плавлення (іноді її називають точкою розрідження) — це температура й тиск, за яких тверда речовина перетворюється на рідину. У комерційних і промислових ситуаціях процес конденсації газу в рідину іноді називають зрідженням газів.

### Вугілля
Зрідження вугілля — це виробництво рідкого палива з вугілля за допомогою різних промислових процесів.

### Розчинення
Зрідження також використовується в комерційних і промислових умовах для позначення механічного розчинення твердої речовини шляхом змішування, подрібнення або змішування з рідиною.

#### Приготування їжі
На кухні чи в лабораторії тверді речовини можуть бути подрібнені на більш дрібні частини, іноді в поєднанні з рідиною, наприклад, під час приготування їжі або використання в лабораторії. Це можна зробити за допомогою блендера або рідини британською англійською.

### Опромінення
Розрідження кремнезему і силікатних стекол відбувається при опроміненні електронним пучком нанорозмірних зразків у колонці просвічуючого електронного мікроскопа.

## Біологія
У біології розрідження часто включає перетворення органічної тканини в більш рідкий стан. Наприклад, рідкий некроз при патології або розрідження як параметр при спермограмі.
 